# Железничка станица Параћин
Железничка станица Параћин је једна од железничких станица на прузи Београд—Ниш. Налази се насељу Параћин у општини Параћин. Пруга се наставља у једном смеру ка Ћићевцу, у другом према према Јагодини и у трећем према Ћуприји. Железничка станица Параћин састоји се из 7 колосека.